# Robert Thalmann
Robert Thalmann (ur. 1 lutego 1949 w Menznau, zm. 23 maja 2017) – szwajcarski kolarz szosowy, srebrny medalista mistrzostw świata.

## Kariera
Największy sukces w karierze Robert Thalmann osiągnął w 1968 roku, kiedy wspólnie z Bruno Hubschmidem, Erichem Spahnem i Walterem Bürkim zdobył srebrny medal w drużynowej jeździe na czas na mistrzostwach świata w Montevideo. Był to jednak jedyny medal wywalczony przez niego na międzynarodowej imprezie tej rangi. Na rozgrywanych pięć lat później mistrzostwach świata w Barcelonie zajął 43. miejsce w wyścigu ze startu wspólnego amatorów. W tej konkurencji wystąpił także na igrzyskach olimpijskich w Montrealu, jednak nie zdołał ukończyć rywalizacji. Ponadto w 1972 roku był drugi w Mistrzostwach Zurychu w kategorii amatorów, a w 1975 roku zwyciężył w Giro del Mendrisiotto. W 1977 roku został mistrzem kraju w wyścigu ze startu wspólnego.
Jego brat, Erwin także był kolarzem.